# Kölsjön, Nordanstigs kommun
Kölsjön är en by i nordvästra delen av Hassela socken och Nordanstigs kommun, Hälsingland, belägen strax söder om Östra Kölsjön. Till Kölsjöbygden innefattas inte bara byn utan även de närliggande områdena Lindsjön och Gräsåsen.  

## Historia
Själva byn och området i dess närhet upptogs först av svedjefinnar som utvandrade, främst från Savolax i Finland, vid tiden för Klubbekriget. År 1598 satte den förste finnen ned sina bopålar i Hassela socken. 2 år senare, år 1600, gav konung Karl IX tillstånd till svedjefinnarna att befolka Kölsjön. Släkten Tarvainen är starkt förknippad med Kölsjön och har varit ämne för forskning inom området. 

### Mottiland
Kölsjön var förr i tiden en metropol i det finnskogsområde som kallades för Mottiland. Området ligger på båda sidor längs gränsen mellan Hälsingland och Medelpad. Kölsjöns storhetstid var under 1940-, 50- och 60-talen, då byn blomstrade tack vare den stora mängden skogsarbetare som behövdes för skogsavverkningarna. Varken skogsbruk eller jordbruk är längre grunden för bebyggelse i området. Följden har blivit en avfolkning av byn där endast ett fåtal bofasta finns kvar. Naturen håller på att ta tillbaka det som en gång tillhörde den. Men här finns fortfarande kvar rejäla bostadshus från 1940- och 1950-talen, som kan erbjuda boende i en miljö, som blir mer och mer unik. 

## Kända personer från Kölsjön
- Joris-Pelle är en av Vilhelm Mobergs förebilder till karaktären Karl-Oskar i utvandrarböckerna. Eftersom Moberg var smålänning förlade han, med författarens frihet, hela berättelsen från Småland istället för från Kölsjön och Hassela. Joris-Pelle ledde en grupp bestående av 109 svenskar som år 1850 utvandrade till Amerika. I Chisago County, vid Chisago Lake i Minnesota, grundade han en koloni. Han tyckte platsen påminde om sin egen hembygd och han skyndade sig att skriva hem till Hassela och berätta att han funnit en mycket lämplig bosättningsplats. Två år senare kom ytterligare familjer från Hassela, bl.a. hans halvbror Daniel Lindström.

- Daniel Lindström är Joris-Pelles halvbror och har bland annat gett namn till den amerikanska staden Lindstrom. Daniel Lindström växte upp på gården Granhult i Gräsåsen, Kölsjön.

### Amerikansk hyllning av Kölsjöbor
År 2013 samlades ett hundratal personer för att ta del av den speciella händelsen när staden Lindstrom avtäckte en staty av 3 forna Hasselabor. Två av dessa, Joris-Pelle och Daniel Lindström, kom just från Kölsjön. Det bjöds på traditionell svensk lunch med köttbullar, korv och övrig plockmat. En flickkör klädd i svenska bygdedräkter sjöng traditionella sånger från både Sverige och Amerika. Från Nordanstig deltog Anders Åhslund, ordförande i Hassela Hembygdsförening. Åhslund, som även är stadens hedersmedborgare, har tilldelats stadens nyckel vid två tillfällen. 
Både Anders Åhslund och Lindströms borgmästare Keith Carlson talade vid avtäckandet av statyn. Anders överlämnade även gåvor från Nordanstigs kommun i form av bland annat en kristallskål från Orrefors samt Nordanstigs standar. 

## Väder och klimat
Kölsjön är belägen 400 meter över havet. Här ligger växtligheten nästan två veckor efter områdena närmare kusten.  Sannolikt gör detta höjdläge att Kölsjön är en av södra Norrlands mest snösäkra platser.

## Sevärdheter i närområdet

### Kölsjölokalen
I byn finns ett stort hus med anor från en timmergård som flyttades hit 1914. Förr i tiden användes lokalerna av IOGT i flera syften: skola, möteslokal, biograf, middagar, dans, m.m. Numera förvaltas Kölsjölokalen av Kölsjöborna själva och anordnar möten, fester och firande. I Kölsjölokalen finns även en lägenhet att hyra för övernattning.

### Ersk-Matsgården

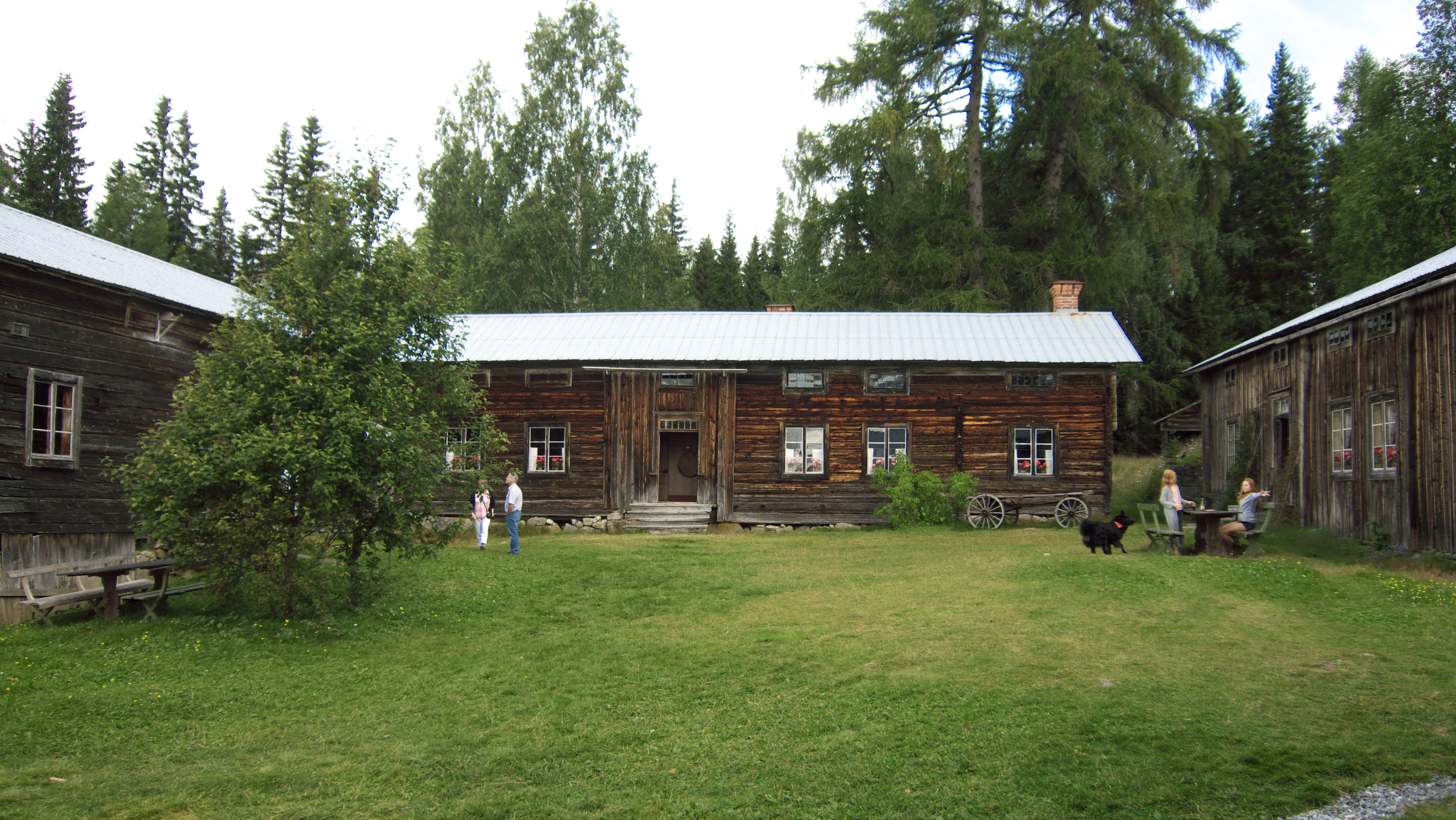
Ersk-Matsgården.

2 km ifrån byn Kölsjön ligger också Ersk-Matsgården som byggdes av ättlingar till svedjefinnarna under 1700-talet, och som numera är ett av Nordanstigs mest besökta turistmål. Gården grundades av Erik Mattson, en skogsfinsk ättling, och här kan du uppleva hur människorna i Nordanstig levde och brukade gården. Till gården hör 15 byggnader, bland annat ett vattenverk med såg, spånhyvel, kvarn och linberedningsverk som drivs med hjälp av ett vattenhjul. Gården blev byggnadsminne 2001. 
Gården är bara öppen sommartid, med undantag för den julmarknad som arrangeras varje år. Här kan du få en guidning om gårdens väldokumenterade historia, i bagarstugan doftar det av nybakat bröd och i serveringen kan du äta traditionella maträtter.

### Längdskidstävlingen Kölsjörännet
Längdskidstävlingen Kölsjörännet kördes redan på 1970- och 1980-talet som ett rent motionslopp, då med start vid Kölsjön och målgång i centrala Hassela. Efter många års vilande av tävlingen återupptogs Kölsjörännet av Hassela IF i en ny tappning år 2006. Till och med år 2011 kördes loppet som Vasaloppseedande långlopp. 2012 ändrades loppet till ett kortare tävlings- och motionslopp på sensäsongen. Senaste loppet kördes 2013 med 56 tävlande. I nuläget är tävlingen återigen vilande och det är oklart kring när Kölsjörännet kan återupptas. 

### Motorsportstävlingen Hasselasvängen
Motorsportstävlingen Hasselasvängen körs på en skogsväg i närheten av Kölsjön. Senaste rallyt genomfördes med 71 tävlande bilar den 29 december 2018 och bestod av två sträckor - 5,6 km respektive 32 km långa. Tävlingen inledde Hälsingeserien 2019 och totalsegergen togs hem av Tomas Bergman. 